# 超光速運動

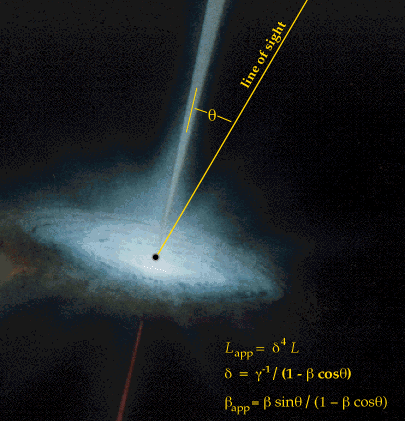
超光速運動

天文學中，超光速運動是一種外顯的超過光速的運動，出現在一些電波星系、類星體中，最近也發現出現在一些稱作微類星體的星系類輻射源。這些來源被認為中心含有黑洞，因此造成了質量體以高速射出。 
超光速運動首次發現於1970年代早期，一開始被視為不利於「類星體具有宇宙論尺度距離」說法的一項證據。雖然一些天文物理學家仍為這論點辯解，多數人相信這個大於光速的外顯速度是一種光學錯覺，並不包含任何與狹義相對論相違背的物理學。

## 解釋
對此現象的解釋相當簡單直接，即「光行時間效應」。想像一小團塊物質從銀河系中心出發，並且朝向你極快速地移動，「幾乎」是迎面而來。  
當這團塊還在銀河中心時，它發出一些朝向你的光。在它移向你後（並且一點點偏向側邊），並且又再次向你發光，這次的光會花上比較短的時間向你行進，以其離你較近。如果你忽略了這項事實，那麼你就會「低」估了真正的時間間隔（就你的慣性參考系而言），因此你會「高」估速率。
換句話說，若你要計算團塊移動多快，卻假設它移動方向垂直於你與銀河間的連接線，那麼你就會低估時間間隔，因為你忽略了事實上它也朝你移動，而得到數倍於光速的速率。
這現象常見於兩個反向的噴流，一道遠離我們，一道接近我們。若這兩道輻射源，我們都觀測多普勒位移，則速度與距離可以被決定，不受其他觀察項目的影響。

### 一些相反的證據
早在1983年在卓瑞爾河岸天文台舉辦的超光速研討會中，就提及了七個超光速噴流：

斯基利齊 ... 發表了解析度達到角秒的噴流圖（顯示大尺度的外在噴流） ... 其中 ... 已經確認了所有的外在雙重架構，除了其中一個已知的超光速源（3C 273）。令人尷尬的是，天球上外在結構的投影尺寸並不小於正常的無線電波源分布。

換句話說，噴流顯然並不是平均地接近觀測者的視線。（如果是平均接近的話，外顯長度應是遠短於所觀測到的實際長度）。
1993年 Thomson 等人提出，類星體3C273的外部噴流是幾乎和觀測者的視線是共線的。沿著3C273內部噴流觀測到的超光速運動最高達到約9.6倍光速。
在M87星系的噴流較內側部分已觀測到6倍光速的運動。如果要以運動方向和觀測者視線夾角很小的模型來解釋的話，噴流和視線方向夾角不能高於19°。不過觀測證據顯示實際的夾角達到43°。同組的科學家後來修改其結果，並宣稱他們的觀測結果支持噴流中的整體超光速運動。
目前已經有人提出噴流較內部分的湍流或「大錐角」結構嘗試解決相關疑問，並且似乎有相關證據。

## 數學推導
從活動星系核中心發出的相对论性喷流假設沿著路徑 AB 以速度 v 運動。觀測者在位置 O 觀測該噴流。在時間 {\displaystyle t_{1}} 時一束光從 A 點離開噴流，並且在時間 {\displaystyle t_{2}} 有另一束光從 B 點離開噴流。觀測者在位置 O 觀測到兩束光的時間分別是 {\displaystyle t_{1}^{\prime }} 和 {\displaystyle t_{2}^{\prime }}
{\displaystyle AB\ =\ v\delta t}
{\displaystyle AC\ =\ v\delta t\cos \theta }
{\displaystyle BC\ =\ v\delta t\sin \theta }
{\displaystyle t_{2}-t_{1}\ =\ \delta t}
{\displaystyle t_{1}^{\prime }=t_{1}+{\frac {D_{L}+v\delta t\cos \theta }{c}}}
{\displaystyle t_{2}^{\prime }=t_{2}+{\frac {D_{L}}{c}}}
{\displaystyle \delta t^{\prime }=t_{2}^{\prime }-t_{1}^{\prime }=t_{2}-t_{1}-{\frac {v\delta t\cos \theta }{c}}=\delta t-{\frac {v\delta t\cos \theta }{c}}=\delta t(1-\beta \cos \theta )}, where {\displaystyle \beta ={\frac {v}{c}}}
{\displaystyle \delta t={\frac {\delta t^{\prime }}{1-\beta \cos \theta }}}
{\displaystyle BC\ =\ D_{L}\sin \phi \approx \phi D_{L}=v\delta t\sin \theta \Rightarrow \phi D_{L}=v\sin \theta {\frac {\delta t^{\prime }}{1-\beta \cos \theta }}}
沿著路徑 CB 的觀測橫向速度為 {\displaystyle v_{T}={\frac {\phi D_{L}}{\delta t^{\prime }}}={\frac {v\sin \theta }{1-\beta \cos \theta }}}
{\displaystyle \beta _{T}={\frac {v_{T}}{c}}={\frac {\beta \sin \theta }{1-\beta \cos \theta }}}
{\displaystyle {\frac {\partial \beta _{T}}{\partial \theta }}={\frac {\partial }{\partial \theta }}\left[{\frac {\beta \sin \theta }{1-\beta \cos \theta }}\right]={\frac {\beta \cos \theta }{1-\beta \cos \theta }}-{\frac {(\beta \sin \theta )^{2}}{(1-\beta \cos \theta )^{2}}}=0}
{\displaystyle \Rightarrow \beta \cos \theta (1-\beta \cos \theta )^{2}=(1-\beta \cos \theta )(\beta \sin \theta )^{2}}

## 歷史發展
在1966年，馬丁·里斯預測了：「一物體以相對論性速度以及適切方向移動時，對遠方觀察者而言看起來可能像是有遠大於光速的橫向速度。」
幾年後(於1970年)，這樣的輻射源真的被發現了，形式為非常遠處的天文學無線電頻輻射源，例如無線電銀河系與類星體。它們被稱為「超光速輻射源」。這項發現是一項新技術的驚人結果，此技術稱為甚长基线干涉测量（VLBI），允許小於毫角秒的位置決定，並可用在天空中位置變化的決定；這種變化稱為自行(又稱固有運動，proper motion)，為期通常是好幾年。外顯速度的得到是透過將觀察到的自行與距離相乘，可以上達6倍光速。

在一場超光速無線電波源研討會中，Pearson 和 Zensus 的報告稱：
美國和澳大利亞天文學家組成的團隊在1968到1970年間進行的跨太平洋 VLBI 觀測中首次取得了一些電波源結構的改變（Gubbay et al. 1969）。繼早期的實驗後，團隊的天文學家了解了 NASA 的 VLBI 的追蹤天線在天文觀測上的潛在能力，並建立了在美國加利福尼亞州和澳大利亞之間的干涉觀測操作能力。天文學家在對3C 279進行觀測時發現了電波源的變化，再結合總輻射流量密度的變化，可得知在1969年首次被觀測到的噴流部分角直徑已經達到1毫角秒，表示它至少以兩倍光速的視速度膨脹。基於里斯的模型（Moffet et al. 1972
），結論是該組天文學家的觀測顯示了在噴流的某一運動分量表現了相對論性擴張。雖然這解釋並非唯一的，但在之後被證實了。並且似乎可以公平地說，他們的觀測是第一次超光速擴張的干涉觀測。
在1994年，在取得一項銀河速率紀錄的同時，發現了銀河系的超光速輻射源——宇宙x射線源GRS1915+105。團塊的膨脹時間相對短得許多。許多個別的團塊被偵測到其成對膨脹，一週內常可達0.5角秒。因為與類星體相類比，這樣的輻射源被稱為微類星體。

## 外部連結
- （英文）A more detailed explanation. （页面存档备份，存于）
- （英文）A mathematical deduction of superluminal motion. （页面存档备份，存于）
- （英文）Superluminal motion Flash Applet. （页面存档备份，存于）